# Moczara
Moczara, żaglik (Dichelyma Myrin) – rodzaj mchu z rodziny zdrojkowatych.

## Rozmieszczenie geograficzne
Zasięg rodzaju jest holarktyczny. Mchy te występują na Półwyspie Fennoskandzkim, w Kanadzie i Stanach Zjednoczonych. Stanowiska przedstawicieli rodzaju zostały odnotowane zostały również w Polsce.

## Systematyka
Według The Plant List rodzaj Moczara liczy 9 akceptowanych nazw gatunków oraz ich 6 synonimów.
Lista gatunków:
- Dichelyma capillaceum (With.) Myrin – moczara włoskowata
- Dichelyma distichum (Spreng. ex Arn.) Myrin
- Dichelyma falcatum (Hedw.) Myrin – moczara sierpowata
- Dichelyma intermedius Hartm.
- Dichelyma japonicum Cardot
- Dichelyma pallescens Bruch & Schimp.
- Dichelyma subulatum (P. Beauv.) Myrin
- Dichelyma swartzii Lindb.
- Dichelyma uncinatum Mitt.

## Ochrona
Przedstawiciele rodzaju moczara sierpowata Dichelyma falcatum i moczara włoskowata Dichelyma capillaceum są od 2004 roku objęte w Polsce ochroną gatunkową ścisłą.